# Service ferroviaire suburbain de Bologne
 (mai 2024).
Si vous disposez d'ouvrages ou d'articles de référence ou si vous connaissez des sites web de qualité traitant du thème abordé ici, merci de compléter l'article en donnant les références utiles à sa vérifiabilité et en les liant à la section « Notes et références ».
Le service ferroviaire suburbain de Bologne (en italien Servizio ferroviario suburbano di Bologna) est le réseau de trains de banlieue de la ville de Bologne, en Italie. Le réseau, ouvert en 1995, comporte actuellement 8 lignes.

## Réseau actuel

### Lignes
| Ligne | TerminusTerminus au départ de Bologne-Centrale  | LongueurLongueur en kilomètres | Gares | Tracé |
| ----- | ----------------------------------------------- | ------------------------------ | ----- | ----- |
| S1A   | Gare de Porretta Terme                          | 58,5 km                        | 17    |       |
| S1B   | Gare de San Benedetto Sambro-Castiglione Pepoli | 40,6 km                        | 10    |       |
| S2A   | Gare de Vignola                                 | 32,7 km                        | 18    |       |
| S2B   | Gare de Portomaggiore                           | 48 km                          | 17    |       |
| S3    | Gare de Poggio Rusco                            | 59,4 km                        | 9     |       |
| S4A   | Gare de Ferrare                                 | 46,8 km                        | 10    |       |
| S4B   | Gare d'Imola                                    | 34,1 km                        | 7     |       |
| S5    | Gare de Modène                                  | 36,9 km                        | 5     |       |